# Obregón (Cantabria)
Obregón es una localidad de Cantabria perteneciente al término municipal de Villaescusa. Se encuentra a una altitud de 85 m s. n. m. y dista 3,3 km de la capital municipal La Concha. En 2018 contaba con una población de 594 habitantes (INE). 
La localidad celebra romerías y fiestas los días de Nuestra Señora del Carmen (16 de julio) y de San Bartolomé (24 de agosto). Abundan las actividades en el sector ganadero y agropecuario. Cerca de Obregón está el Parque de Cabárceno.

## Patrimonio
El templo parroquial fue edificado en 1906, con gran cúpula sobre el crucero, pero carece de interés artístico, tanto en su estructura como en su contenido.
La ermita del Carmen, del siglo XVIII, con bóveda en el ábside, fue reparada en 1923. Conserva un retablo de mediados del siglo XVIII con imaginería moderna.